# Ejido Francisco Villa, Sinaloa
Ejido Francisco Villa är en ort i Mexiko.   Den ligger i kommunen Culiacán och delstaten Sinaloa, i den västra delen av landet, 1 000 km nordväst om huvudstaden Mexico City. Ejido Francisco Villa ligger 19 meter över havet och antalet invånare är 333.
Terrängen runt Ejido Francisco Villa är platt. Runt Ejido Francisco Villa är det ganska tätbefolkat, med 155 invånare per kvadratkilometer. Närmaste större samhälle är El Rosario, 5,2 km sydost om Ejido Francisco Villa. Trakten runt Ejido Francisco Villa består till största delen av jordbruksmark.